# Johannes Joseph von Trautson
Johannes Joseph von Trautson (Viena, 27 de julho de 1704 - Viena, 10 de março de 1757) foi um cardeal do século XVIII

## Biografia
Nasceu em Viena em 27 de julho de 1704. Quarto dos oito filhos do príncipe Johann Leopold Donat von Trautson, senhor camareiro dos imperadores José I e Carlos VI, e Maria Theresia Ungnad, condessa de Weißenwolf. Batizado no mesmo dia de seu nascimento. Os outros irmãos eram Johan Wilhelm, Anton Ernst, Maria Christina, Maria Antonia, Maria Franziska, Karl Franz e Maria Elisabeth. Seu sobrenome também está listado como Trautshon; como Trautsohn; e como Trautson zu Falkenstein. Ele era o conde von Falkenstein.
Estudos iniciais com o famoso Abade Biagio Garofalo, napolitano, bastante conhecido no mundo literário; formou-se em humanidades em Viena; e desde cedo foi destinado à carreira eclesiástica; depois, foi, com seu irmão mais novo, Karl Franz, para Roma, para o Collegio Germanico-Ungarico ; e estudou na Universidade La Sapienza , em Roma, onde obteve doutorado em teologia em 9 de abril de 1723, e em utroque iure , tanto em direito civil quanto em direito canônico, em 27 de outubro de 1723. Mais tarde naquele ano, matriculou-se na Universidade de Siena; e depois, fez uma viagem educativa a Paris, na La SorbonneUniversidade; para Amsterdã; e a Universidade de Lyon, onde se dedicou ao estudo da natureza e do direito internacional. Ele foi elogiado por seus contemporâneos por sua educação abrangente: seus conhecimentos de grego e hebraico atraíram atenção especial; ao mesmo tempo, desenvolveu uma profunda familiaridade com a vida intelectual da França e dos Estados Gerais; bem como com o Jansenismo. Além do alemão nativo, ele conhecia e falava perfeitamente francês, italiano e espanhol..
Em 1715, o imperador Carlos VI tentou, sem sucesso, nomeá-lo beneficiário do preces primariae no capítulo da catedral de Trento. Recebeu a tonsura eclesiástica em 1720; e nesse mesmo ano tornou-se cônego do capítulo da catedral de Salzburgo. Em 1723, foi nomeado para o capítulo da catedral de Passau; e posteriormente, ao capítulo de Breslau..
Recebeu o subdiaconado em 18 de setembro de 1728; e o diaconado em 21 de setembro de 1728..
Ordenado em 26 de setembro de 1728, Salzburgo. Nos anos seguintes, ele fez parte do grupo de jovens cônegos reformistas, que incluía Leopold Ernest e Virgilius von Firmian, Johann Maximilian von Thun e Karl von Herberstein. Entre eles, foram discutidas as obras de Ludovico Antonio Muratori, historiador italiano e importante estudioso de sua época. Canon Trautson também manteve contato pessoal com outros estudiosos e expoentes da reforma católica italiana. A dedicação da obra de Muratori, De paradiso, ao Cardeal Joseph Dominicus von Lamberg, príncipe-bispo de Passau, foi transmitido pelo Cônego Trautson. Beneficiário da Abadia de S. Salvatoris, Sexhard, Arquidiocese de Esztergom. O cardeal Lamberg, príncipe-bispo de Passau, nomeou-o vigário na Baixa Áustria, em março de 1743. Nessa época, também foi nomeado abade comendador .da abadia real de Szekszard, diocese de Fünfkirchen (Pécs), na Hungria. Na Guerra de Sucessão Austríaca, ele apoiou abertamente a Áustria e a promoveu abertamente em Passau. Em 1745, como membro do capítulo da catedral de Salzburgo, foi o fator decisivo que impediu a eleição do cardeal Lamberg como príncipe-arcebispo. Dois anos depois, em 1747, o próprio Cônego Trautson foi candidato do partido austríaco no capítulo da arquidiocese de Salzburgo. Ele foi assistido pelo cardeal Philip Ludwig von Sinzendorf de Breslau. Mas a sua eleição falhou devido à resistência de Jakob Maximilian von Thun, príncipe-bispo de Gurk. Conheceu e estabeleceu uma estreita amizade com o cardeal Sigismund von Kollonitsch, arcebispo de Viena. Em 8 de setembro de 1750, o Cardeal Kollonitsch pediu para ter como coadjutor o Cônego Trautson..
Eleito arcebispo titular de Cartago e nomeado coadjutor, com direito de sucessão, do cardeal Kollonitsch, arcebispo de Viena, em 7 de dezembro de 1750; com o consenso da Imperatriz Maria Teresa. Consagrado em 25 de dezembro de 1750, na missa da meia-noite, em Viena, pelo Cardeal Sigismund von Kollonitsch, Arcebispo de Viena. Sucedeu à sé metropolitana de Viena em 12 de abril de 1751. Recebeu o pálio em 17 de maio de 1751. A entronização ocorreu em 29 de junho de 1751. O arcebispo Trautson foi um expoente da Reforma Católica. Preocupou-se com o estilo de vida dos padres, fazendo com que 296 padres estrangeiros fossem examinados; com as relações do povo e do clero com as autoridades seculares; causou sensação com sua longa carta pastoral dirigida aos ministros em 1752, exigindo que se afastem das devoções barrocas periféricas e retornem à essência do cristianismo; para os propósitos do trabalho de Muratori,Della regolata divozioneexigiu uma nova avaliação do culto aos santos, das procissões, das romarias e das irmandades. A carta latina foi rapidamente traduzida e amplamente distribuída. O interesse que os protestantes tiveram pela carta rendeu ao arcebispo acusações de protestantismo secreto. Ele também deu grande ênfase à introdução aos sacramentos. Ele não quis abandonar as cerimônias e orações habituais, mas enfatizou uma instrução aprofundada sobre sua origem e significado. O arcebispo também promoveu a vida espiritual dos sacerdotes com a leitura diária das Escrituras, a participação anual em retiros e a participação em decanatos e conferências pastorais. Por trás de tudo isso estava o ideal do pastor como “Pastor Bonus”. Apoiou a política de reforma educacional da Imperatriz Maria Teresa. Em 1752, tornou-se Protetor dos estudos filosóficos e teológicos; e Protetor dos estudantes da Universidade de Viena. Em 1754, foi nomeado diretor da Academia dos Cavaleiros de Theresian. Ele foi nomeado conselheiro particular imperial. Ele foi muito generoso com os pobres e as famílias necessitadas. Foi promovido ao cardinalato a pedido da Imperatriz Maria Teresa.
Criado cardeal sacerdote no consistório de 5 de abril de 1756; o papa enviou-lhe o barrete vermelho com um breve apostólico datado de 7 de abril de 1756; a imposição do barrete vermelho pela imperatriz ocorreu no dia 10 de julho seguinte, na capela do palácio. Ele nunca foi a Roma para receber o chapéu vermelho e o título..
Morreu em Viena em 10 de março de 1757, em consequência de uma apoplexia que sofreu em 19 de dezembro de 1756. Exposto e sepultado na catedral metropolitana de Viena, onde um monumento com um elogio honroso foi erguido em sua memória por seu irmão, o príncipe Johannes Guilherme von Trauson. Seu discurso fúnebre foi publicado em Viena nesse mesmo ano.